# الهوليز (فريق موسيقى)
الهوليز (بالإنجليزية: The Hollies)‏ فريق موسيقى الروك البريطانية تشكل عام 1962. أحد الفرق البريطانية الرائدة في الستينيات وحتى منتصف السبعينيات، وهو معروف بأسلوب التناغم الصوتي المميز المكون من ثلاثة أجزاء. أسس آلان كلارك وغراهام ناش الفريق كمجموعة موسيقية من نوع ميرسيبيت Merseybeat في مانشستر، على الرغم من أن بعض أعضاء الفريق جاءوا من بلدات شمال شرق لانكشاير. غادر غراهام ناش الفريق في عام 1968 ليشكل كروسبي وستيلز وناش Crosby, Stills & Nash. تمتعوا بشعبية كبيرة في العديد من البلدان (مع ما لا يقل عن 60 أغنية فردية و 26 ألبومًا حول العالم، على مدى خمسة عقود)، لم يحقق الفريق نجاحًا كبيرًا على قوائم الولايات المتحدة حتى أصدر أغنية «موقف الحافلات Bus Stop» عام 1966. حقق الهوليز أكثر من 30 أغنية فردية على القائمة البريطانية للأغاني الفردية، و 22 أغنية على قائمة البيلبورد الأمريكية.
يعد فريق الهوليز واحدًا من فرق المملكة المتحدة القليلة في أوائل الستينيات، إلى جانب فرقة رولينج ستونز the Rolling Stones، التي لم تتفكك أبدًا وتستمر في التسجيل والأداء. تقديراً لإنجازاتهم، تم إدخال هوليز في قاعة مشاهير الروك آند رول في عام 2010.

## أعضاء الفريق
- توني هيكس: جيتار رئيسي، وغناء مساند (1963 حتى الآن)
- بوبي إليوت: طبول (1963 حتى الآن)
- راي ستايلز: جيتار باس (1986-1990، 1991 حتى الآن)
- إيان باركر: لوحات المفاتيح (كيبورد) (1991 حتى الآن)
- بيتر هوارث: غناء رئيسي، وجيتار إيقاع (2004 حتى الآن)
- ستيف لوري: جيتار إيقاعي، ودعم الغناء (2004 حتى الآن)[7]

## أهم الأغاني الفردية
امراة طويلة و رائعة في فستان أسود 1971 Long Cool Woman in a Black Dress
لمسة امرأة سحرية 1972 Magic Woman Touch
لا أستطيع إخبار القاع من الأعلى 1970 I Can't Tell the Bottom from the Top
عزيزتي الويز 1967 Dear Eloise
الملك ميداس في الخلف 1967 King Midas in Reverse
موقف الحافلة 1966 Bus Stop
كاري آن 1967 Carrie Anne
على الدائرية 1967 On a Carousel
لم يكن ثقيلًا ، إنه أخي 1969 He Ain't Heavy, He's My Brother
الهواء الذي أتنفسه 1974 The Air That I Breathe

## أهم الألبومات
هل تعتقد؟ 1966 Would You Believe
روماني 1972 Romany
في هوليز ستايل 1964 In the Hollies Style
بالتأكيد لأن ... 1966 For Certain Because
ضوء بعيد 1971 Distant Light
الفراشة 1967 Butterfly
التطور 1967 Evolution
اعترافات العقل 1970 Confessions of the Mind
عزيزتي الويز/ الملك ميداس في الاتجاه المعاكس1967 Dear Eloise / King Midas in Reverse
الهوليز 1974 Hollies

## روابط خارجية
- الموقع الرسمي
- The Legends of the Sixties
- Scandinavian Hollies site
- Rock and Roll Biographies. (2000). The Hollies
- "الهوليز" (مقابلة). Pop Chronicles (en; ja). 1969.